# Aechmea paniculata
Espèce
Classification phylogénétique
Aechmea paniculata est une espèce de plantes à fleurs de la famille des Bromeliaceae, endémique du Pérou.

## Synonymes
- Hoplophytum paniculatum (Ruiz & Pav.) Beer[1].

## Distribution
L'espèce est endémique de la région de Huánuco au Pérou.

## Description
L'espèce est épiphyte.